# Rage (2014)
Rage (originalmente Tokarev, no Brasil, Fúria) é um filme de ação policial e suspense estadunidense de 2014 dirigido por Paco Cabezas e escrito por Jim Agnew e Sean Keller. O filme é estrelado por Nicolas Cage, Rachel Nichols, Peter Stormare, Danny Glover, Max Ryan, Judd Lormand e Pasha D. Lychnikoff.
O filme é ambientado e filmado no coração de Mobile, Alabama.

## Sinopse
Um respeitado homem de negócios de passado obscuro busca vingança depois que a sua filha é sequestrada por alguns homens que querem saldar várias dívidas.
Perante seus amigos e familiares, Paul Maguire (Nicolas Cage) é um homem familiar e trabalhador. Mas eles desconhecem que Paul tem um passado muito diferente, em que a vida era barata e as dívidas se pagavam com sangue.
Ao notar sinais de arrombamento nas portas e janelas da sua casa, e um rastro de bala da pistola soviética Tokarev TT na grama do quintal, Maguire logo coloca a culpa em seus antigos desafetos, os líderes da máfia russa, que poderiam estar se vingando por ele ter assassinado um dos membros da gangue quinze anos antes. Ele então se reúne com seus antigos comparsas, Kane (Max Ryan) e Doherty (Michael McGrady), para partir para cima dos russos.

## Elenco
- Nicolas Cage : Paul Maguire
- Rachel Nichols : Vanessa
- Peter Stormare : O'Connell
- Danny Glover : Detetive St. John
- Max Ryan : Kane
- Michael McGrady : Danny Doherty
- Judd Lormand : Sr. White
- Max Fowler : Mike
- Pasha D. Lychnikoff : Chernov
- Ron Goleman : Detetive Hanson
- Aubrey Peeples : Caitlin Maguire
- Elena Sanchez : Lisa
- Weston Cage : jovem Paul Maguire
- Jon Dannelley : jovem Kane
- Dawn Hamil : Amber
- Jack Falahee : Evan
- Kelly Tippens : Eleanor
- Kevin Lavell Young : Oliver
- Kara Riann Brown : um drogado
- Patrice Cols : Anton
- Steven Vickers Jr. : Jack
- Sarah Ann Schultz : Miss Russell
- Paul Sampson : Sasha
- Dretta Love : a stripper
- Jessica Fiesta George : a stripper
- Jaanika Kaarpalu : a stripper

## Produção
As filmagens começaram em junho de 2013 em Mobile, Alabama.
Nicolas Cage é um grande fã de Carne de neón (2010), segundo filme de Paco Cabezas e o qual chamou a atenção de Hollywood. Cage amou especialmente a performance de Macarena Gómez, e até tentou um papel para ela em Rage, mas a agenda de Gómez não permitiu.

## Recepção
Rage foi criticado pelos críticos e detém atualmente uma classificação de 14% no Rotten Tomatoes baseado em 35 opiniões com uma classificação média de 3 10. O consenso é "Depressivamente maçante e todo mal feito, Rage é um raro thriller de ação de Nicolas Cage em que a falta de energia seja suficiente para chegar "tão ruim que é bom".
A atuação de Nicolas Cage foi criticada por Rafael Costa da Veja, perguntando sobre "Até quando Nicolas Cage vai acreditar que é ator?", ele escreveu, "Em 'Fúria', que estreia agora, o ator volta a desfilar sua falta de expressão facial e atuação insossa, em um roteiro repleto de clichês e de falhas no roteiro".